# مشاع بهاران
مشاع بهاران یک روستا در ایران است که در دهستان علی‌جمال واقع شده‌است.